# Dauresia
Dauresia là một chi thực vật có hoa trong họ Cúc (Asteraceae).

## Loài
Chi Dauresia gồm các loài: